# Formozotroctes toulgoeti
Formozotroctes toulgoeti là một loài bọ cánh cứng trong họ Cerambycidae.